# Britta

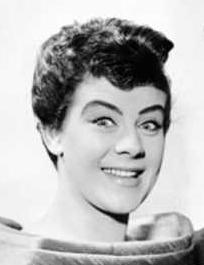
Brita Borg

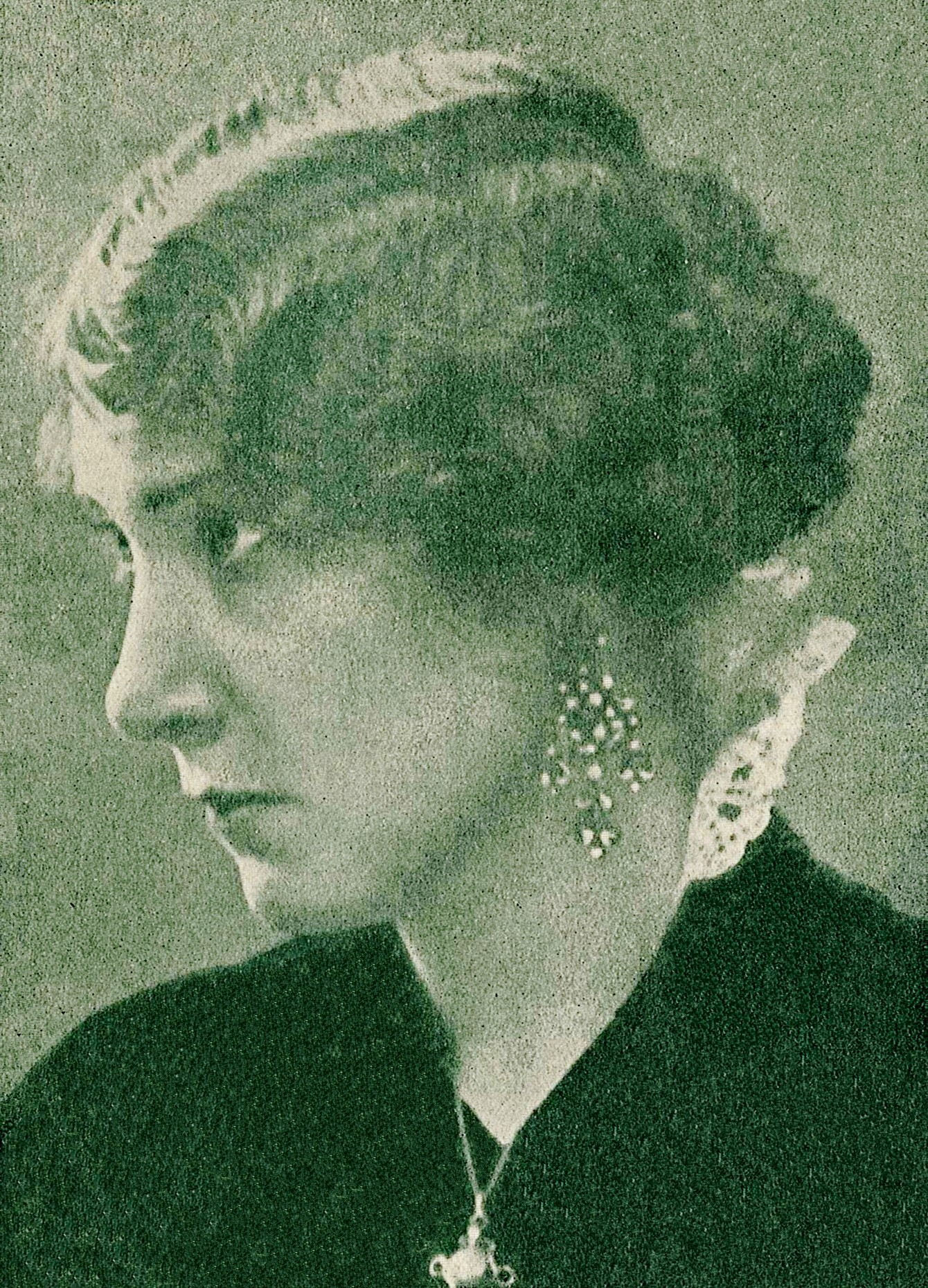
Brita von Horn

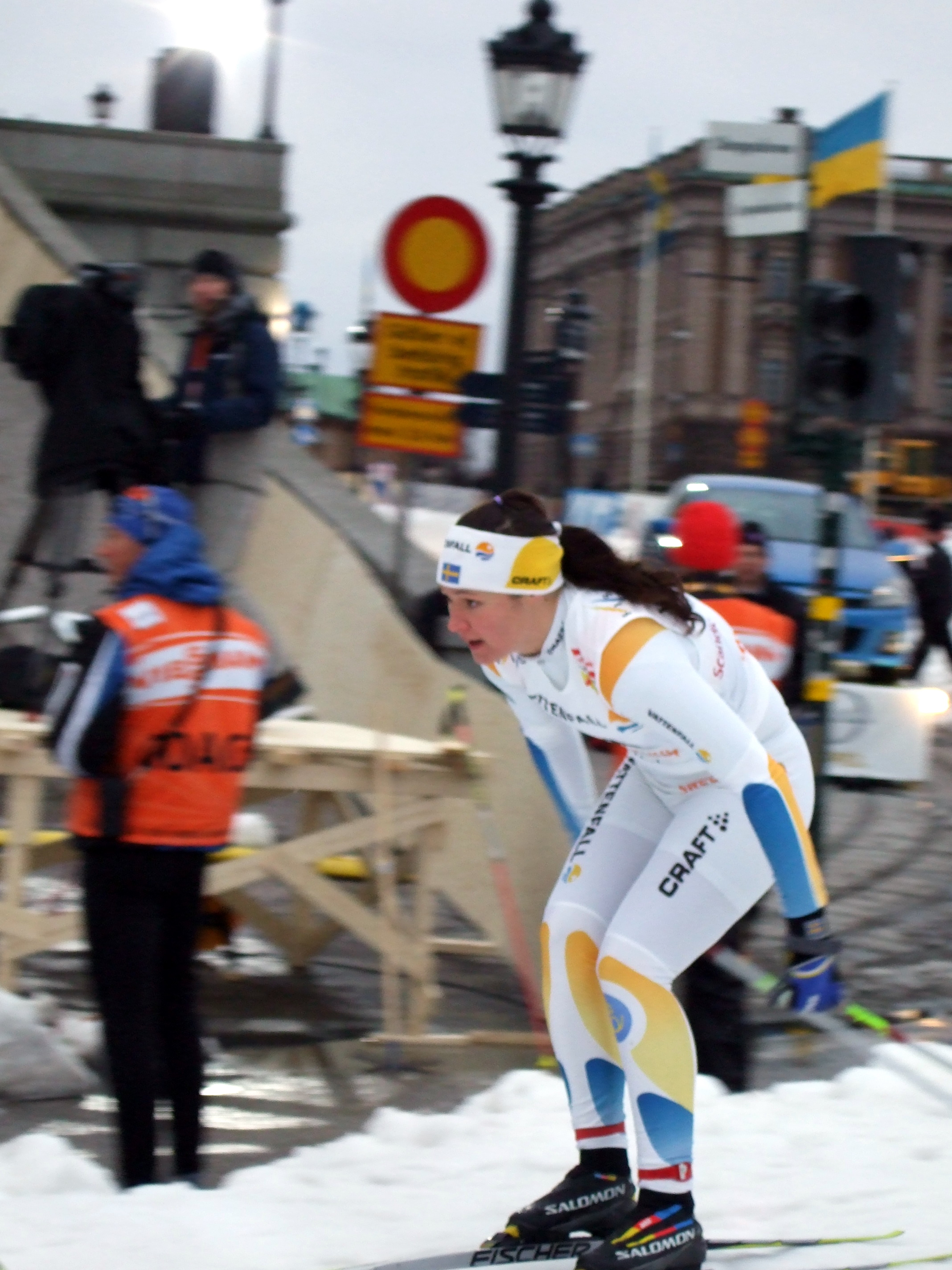
Britta Johansson Norgren

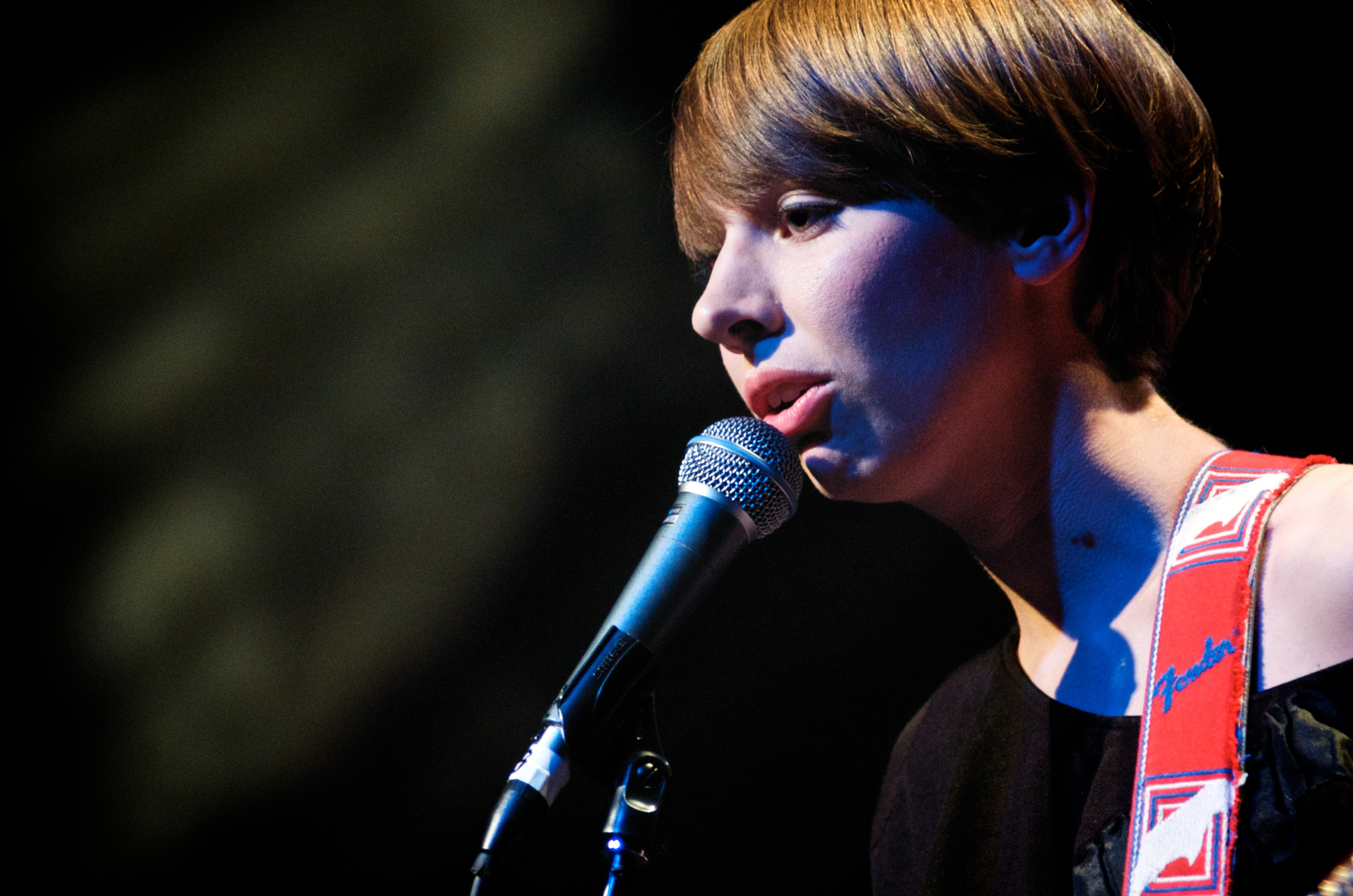
Britta Persson

Kvinnonamnet Britta eller Brita är en svensk kortform av Birgitta, som från början är ett keltiskt namn med betydelsen ”den höga”. Namnet har förekommit i Sverige sedan 1500-talet. Andra kortformer av Birgitta är Britt och Birgit.
Namnet är vanligt i Sverige bland kvinnor födda på 1910- och 1920-talen, men precis som Birgitta och Britt har namnet minskat i popularitet under de senaste decennierna.
Den 31 december 2014 fanns det totalt 14 352 kvinnor folkbokförda i Sverige med namnet Britta, varav 7 286 bar det som tilltalsnamn. Motsvarande siffror för Brita var 9 726 respektive 4 909.
Namnsdag i Sverige: 7 oktober, (1986–1992: 21 oktober). I den finlandssvenska namnsdagslängden har Brita namnsdag 7 oktober sedan starten 1929, då en egen namnsdagskalender togs i bruk för finlandssvenskar. Från 1995 finns också parallellformen Britta i den finlandssvenska namnsdagskalendern.

## Personer med förnamnet Britta eller Brita
- Brita Appelgren, svensk ballerina och skådespelare
- Britta Arfvidsdotter, svensk kvinna som avrättades för häxeri
- Britta Bergström, svensk politiker (fp)
- Britta Bergström, svensk sångerska
- Britta Bilač, slovensk friidrottare
- Brita Billsten, svensk skådespelare
- Brita Biörn, svensk klok gumma
- Brita Borg, svensk sångerska och skådespelare
- Britta Brunius, svensk skådespelare
- Britta Byström, svensk tonsättare
- Brita Cappelen Møystad, norsk programledare
- Brita von Cöllen, svensk konstnär
- Brita af Geijerstam, svensk författare
- Brita Hagberg, svensk militär förklädd till man
- Britta Heidemann, tysk fäktare
- Brita Hertzberg, svensk operasångerska
- Britta Holmberg, svensk skådespelare
- Brita von Horn, svensk författare
- Britta Johansson Norgren, svensk skidåkare
- Britta Larsson, svensk skådespelare
- Britta Lejon, svensk politiker (s), f.d. statsråd
- Brita Catharina Lidbeck, svensk sångerska
- Brita Lidman, svensk författare
- Britta Marakatt-Labba, svensk-samisk konstnär
- Brita Olofsdotter, svensk militär förklädd till man
- Britta Persson, svensk singer/songwriter
- Britta Pettersson, svensk skådespelerska
- Britta Reich-Eriksson, svensk konstnär
- Britta Schall Holberg, dansk godsägare och politiker
- Brita Scheel, dansk/svensk adelsdam
- Britta Sippel, svensk kvinna som avrättades för häxeri
- Britta Steffen, tysk simmare
- Britta Svensson, svensk journalist
- Brita Zackari, svensk radioprogramledare
- Brita Öberg, svensk skådespelerska

## Fiktiva personer med förnamnet Britta eller Brita
- Brita Burenberg, huvudperson i Harald Beijers romantrilogi som inleds med Brita i grosshandlarhuset från 1940.[7]
- Britta, en av barnen i Astrid Lindgrens böcker om Bullerbyn